# Elliant
Elliant település Franciaországban, Finistère megyében. Lakosainak száma 3379 fő (2022. január 1.). Elliant Coray, Ergué-Gabéric, Landudal, Langolen, Rosporden, Saint-Yvi és Tourch községekkel határos.

## Népesség
A település népességének változása:
| Lakosok száma | 2401 | 2463 | 2591 | 3078 | 3199 | 3175 | 3271 | 3320 | 3328 | 3379 |
|               | 1968 | 1982 | 1990 | 2006 | 2013 | 2015 | 2017 | 2019 | 2020 | 2022 |